# 歐陽旦
歐陽旦（1449年—1515年），字子相，江西吉安府安福縣人，軍籍，明朝政治人物。

## 生平
成化七年（1471年）辛卯科江西鄉試第四名舉人。成化十七年（1481年）中式辛丑科會試第五名，三甲第三十名進士，授休寧縣知縣，二十三年五月擢監察御史。弘治二年（1489年）七月以灾異上言七事，請逐大學士劉吉，罷免皇莊等。四年巡按四川，五年六月升雲南按察司佥事，歷任湖廣僉事，十五年二月升陕西副使，升廣東按察使。正德七年（1512年）六月升廣東右布政使，八月轉廣西左布政使，八年（1513年）任應天府府尹，九月升南京都察院右副都御史，正德十年五月卒。

## 家族
曾祖歐陽友倫；祖父歐陽伯璇；父歐陽起，母王氏。具慶下。弟歐陽晢（進士）、歐陽魯。